# English Harbour West
English Harbour West is een dorp in de Canadese provincie Newfoundland en Labrador. Het ligt aan de zuidkust van het eiland Newfoundland en maakt deel uit van de gemeente St. Jacques-Coomb's Cove.

## Geografie
English Harbour West bevindt zich in het zuidoosten van het Newfoundlandse schiereiland Connaigre, aan de oevers van een cove van Fortune Bay. De plaats bevindt zich net ten zuidoosten van het aan Route 363 gelegen dorp Mose Ambrose.
English Harbour West is de hoofdplaats van de gemeente St. Jacques-Coomb's Cove. Het telt ongeveer een kwart van de inwoners van de gemeente en is daarmee tezamen met het oostelijker gelegen St. Jacques een van de twee grote kernen ervan.